# San Piero Patti
San Piero Patti ist eine Stadt der Metropolitanstadt Messina in der Region Sizilien in Italien mit 2601 Einwohnern (Stand 31. Dezember 2023).

## Lage und Daten
San Piero Patti liegt 83 km westlich von Messina. Die Einwohner arbeiten hauptsächlich in der Landwirtschaft.
Die Nachbargemeinden sind Librizzi, Montalbano Elicona, Patti, Raccuja und Sant’Angelo di Brolo.

## Geschichte
Der Ort ist sehr alt, das genaue Gründungsdatum ist unbekannt. Der Ort geht möglicherweise auf die griechische Stadt Petra zurück (4. Jahrhundert vor Christus). Bis 1912 hieß der Ort San Pietro sopra Patti.

## Sehenswürdigkeiten
- Kirche Santa Maria, erbaut 1581
- Kirche del Carmine, fertiggestellt 1566